# Čhöpal Ješe
Čhöpal Ješe (1406–1452) byl tibetský buddhistický meditační mistr a učenec linie Kagjüpy – jedné ze čtyř hlavních škol tibetského buddhismu. Byl třetím šamarpou.

## Život
Třetí šamarpa Čhöpal Ješe poznal v pěti letech mnohé mnichy, kteří mu byli v jeho předcházející inkarnaci (Khäčhog Wangpo) blízcí, což naznačovalo, že právě on je tou tak netrpělivě očekávanou inkarnací. O rok později navštívil na pozvání svých mnichů klášter Tagce. V minulých obdobích to býval jeden z Šamarpových klášterů. Tam studoval pod silným vlivem dvou velkých učenců – Pajula Čhözanga a Wöna Dagpy. V osmi letech se setkal s pátým karmapou Dešinem Šegpou a zůstal s ním, dokud od něj nepřijal veškerá učení Kagjü včetně četných zmocnění a rituálních recitací. V té době předal karmapa šamarpovi úplné zmocnění předávat dál dharmu – nauky Buddhy.
Protože se u třetího šamarpy objevily mimořádné jasnovidné schopnosti, pověsti o něm se rychle rozšířily až do Číny. Šamarpa viděl své minulé životy v jasných detailech a to upoutalo pozornost čínského císaře. Touhu po bližším vztahu podpořila také skutečnost, že šamarpa byl ve své předchozí inkarnaci učitelem pátého karmapy. Císař vyslal do vzdálené části Tibetu ministra s dary pro šamarpu. Ten přivezl sochy Buddhy a Dordže Čhanga vyrobené z nejlepší zvonoviny a šamarpa v děkovném dopise ocenil tuto velkorysost. Když později šamarpa, coby karmapův zástupce, vládl v Kongpu a v dalších provinciích jižního Tibetu, udržoval v mysli tento základní buddhistický princip, když dbal na potřeby lidu.